# هاري بينينغتون (لاعب كريكت)
هاري بينينغتون (21 أبريل 1880 - 17 مارس 1961) (بالإنجليزية: Harry Pennington)‏ هو لاعب كريكت بريطاني.

## وصلات خارجية
- هاري بينينغتون على موقع إي آس بي آن كريك إنفو (الإنجليزية)